# Persons parfymeri
Persons parfymeri ("den rosa filmen") är en svensk komediserie i sex avsnitt som hade premiär den 20 februari 1997. 
Serien handlar om halvbröderna Allan Swedenborg (Peter Dalle) och Pierre Person (Claes Månsson) som ärver ett parfymeri. De har också hjälp av den korkade ALU-praktikanten Errol Gustavsson (Johan Ulveson). Ett stort problem är att de av blygsel inte vågar prata med de kvinnliga kunderna.
Anna Björk, Ann Petrén, Cecilia Nilsson, Pontus Gustafson, Gunnel Fred, Pernilla August, Zara Zetterqvist, Lina Englund, Mikael Persbrandt, Barbro Kollberg, Stina Ekblad, Rolf Skoglund, Katarina Ewerlöf, Rebecka Hemse, Inga-Lill Andersson, Maria Lundqvist med flera medverkade i gästroller i serien.

## Rollista i urval
- Peter Dalle - Allan Swedenborg
- Claes Månsson - Pierre Person
- Johan Ulveson - Errol Gustavsson
- Anna Björk - kund
- Katarina Ewerlöf - kamrer Frödeberg
- Anita König - kund
- Ann Petrén - kund
- Inga-Lill Andersson - kund
- Gun Arvidsson - kund
- Pernilla August - Bodil
- Stina Ekblad - kund
- Lina Englund -  Madde
- Mikael Persbrandt - Maddes pojkvän
- Pontus Gustafsson - kund
- Rebecka Hemse - kund
- Barbro Kollberg - kund
- Maria Lundqvist - Titti Nylander
- Cecilia Nilsson - kund
- Marie Richardson - kund
- Rolf Skoglund - kund
- Zara Zetterqvist - kund

## DVD
TV-serien gavs ut på DVD den 7 juli 2010 av Spiderbox Entertainment.